# Armen Nazarjan
Armen Nazarjan (arm. Արմեն Նազարյան, bug. Армен Назарян; Masis, 9. ožujka 1974.) je armenski hrvač. Od 1997. ima bugarsko državljanstvo, te se natječe za Bugarsku. Jedan je od najuspješnijih hrvača na svijetu.
Za Armeniju je osvojio zlatnu medalju na OI 1996. u Atlanti, dok je za Bugrasku osvojio zlatnu olimpijsku medalju u Sydneyu 2000. i brončanu u Ateni 2004. Pod bugarskom zastavom tri je puta osvajao svjetsko prvenstvu u kategoriji do 60 kg grčko-rimskim stilom.